# ユーノス (シンガポール)
ユーノス（Eunos）はシンガポールのセントラル地区の東、パヤ・レバー都市計画区域の街区である。MRTのユーノス駅がある。

## 由来と歴史
この集落は元々カンポン・ムラユ（Kampong Melayu）という大きなマレー人の村でカンポン・ウビ（Kampong Ubi）地区とカキ・ブキ（Kaki Bukit）地区が含まれていた。これが後に創始者であるInche Muhammad Eunos Abdullahに因んで、カンポン・ユーノス（Kampong Eunos）と改名された。
Inche EunosはKesatuan Melayu Singapura (the Singapore Malay Union)の議長にして共同設立者であり、当時シンガポールを統治していた立法府で初めてのマレー人議員である1927年彼が政府に請願して$700,000でKesatuan Melayu Singapuraが240ヘクタールの土地を買う事が認められ、そこが後にカンポン・ムラユとして知られるようになった。